# Canis lupus communis
Sous-espèce
Canis lupus communis, communément appelé le Loup de Russie, est une sous-espèce du Loup gris qui n'est pas reconnue par tous les taxonomistes et de ce fait souvent considérée comme une variété[Quoi ?] du Canis lupus lupus. Son aire de répartition est le centre de la Russie.

## Répartition

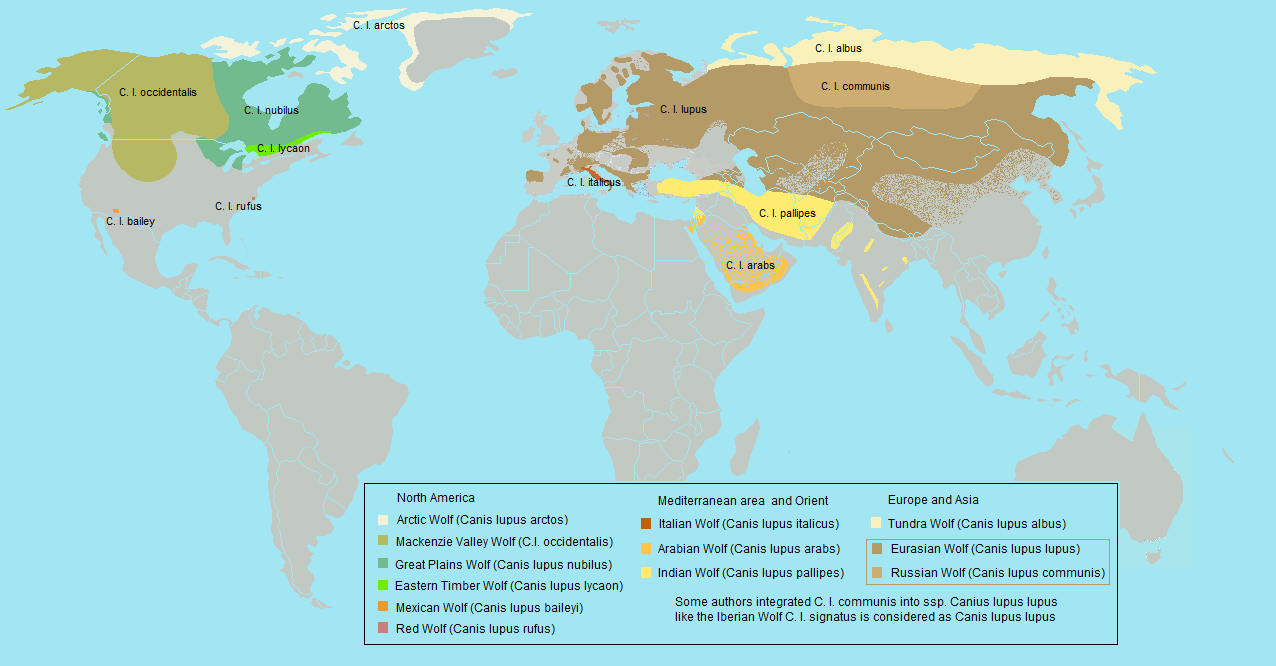
Aire de répartition des sous-espèces de Loup gris.
Aire de répartition de Canis lupus communis

- Aire de répartition de Canis lupus communis